# Michael-Oleksandrivka
Michael-Oleksandrivka  (ucraniano: Михайло-Олександрівка) es una localidad del Raión de Berezivka en el Óblast de Odesa de Ucrania. Según el censo de 2001, tiene una población de 593 habitantes.